# ユダヤ・ロマンス語群
ユダヤ・ロマンス語群はユダヤ人社会（ユダヤ人の子孫達）の間で話されたロマンス語から派生したユダヤ諸語。ロマンス語が優位を占める地域で、独自の言語として公式に認定され広い地域に普及し変化した。

## 語群

### カタラニート
カタラニート、もしくはユダヤ・カタルーニャ語は1492年にユダヤ教徒がスペインから追放される以前にスペイン・カタルーニャ州、バレアレス諸島で話された社会的カタルーニャ方言。追放以後ユダヤ人がカタラニートを捨てた事に関する詳しい資料は残されていない。

### ユダヤ・イタリア語群
ユダヤ・イタリア語、もしくはイタルキ語の亜種（時にイタルキ語は1942年ゾーロモン・ビルンバウムによって用語が造られたと言われる）は今日、200人未満の人々によって流暢に話される。これらの話者はイタリア、コルフ島とアドリア海とイオニア海の東海岸沿岸中の広い範囲で話される変形ユダヤ・イタリア語方言話者の最後の生き残りとされる。

### ユダヤ・アラゴン語
ユダヤ・アラゴン語は、およそ700年代中頃からユダヤ人がスペインから追放される1492年までスペイン北中部で話された言語。スペイン南部、特にバレンシア州、ムルシア州、アンダルシア州に住むユダヤの人々によって始まり、ユダヤ・スペイン語方言が（当時）はるかに優位な地域で好んで使用され様々なユダヤ・スペイン語方言が融合して派生した。

### ユダヤ・ラテン語、もしくはラアズ
厳密にはユダヤ・ロマンス語よりむしろ俗ラテン語。ラアズは地理学的に山で囲まれ、ローマ帝国のユダヤ人社会で特有のものだったと仮定されるラテン語の使用形態の変形。

### ユダヤ・ポルトガル語、もしくはルシタニア語
ユダヤ・ポルトガル語はポルトガルの隠れユダヤ人社会に点在した言語。大半のユダヤ語のように、ポルトガル語の中に見つからない長音節の古語の多くを残している。ポルトガル本土、特にベルモント州周辺とアルガルヴェ地方の隠れユダヤ人の話法表現法の名残にのみ多くが現存し残されている。

### ラディーノ語、もしくはユダヤ・スペイン語
多くの名で知られ、多くの様々な地方で見られるラディーノ語（ユダヤ・スペイン語）はスペイン、ポルトガルに定住したユダヤ人セファルディム、スペインの多くの末裔とアランブラ勅令以前のユダヤ全住民によって話されるスペイン語の現代用法。

### シュアディート
シュアディート、もしくはユダヤ・プロヴァンス語はヘブライ語の影響を受けるオック語、ユダヤ諸語。中世フランス南部のプロヴァンス州のみでなく、かといって中世フランス南部の全地域でもないがそれらの地域で発展した。それは独特な音素がヘブライの外来語に変化した数が示している。

### ツァルファティート
ツァルファティート、もしくはユダヤ・フランス語は現代フランス北部、ネーデルラント、ドイツ西部の失われたユダヤ語。

## 歴史と発展
ユダヤ・ロマンス語群の正確な発展経路は、明確でない。二つの卓越した学説ではユダヤ・ラテン語から発展した説とラテン語の派生語、もしくはユダヤ諸語個々の言語の共通語が成長発展し、並行して進化した説がある。別の学説では両説の一部を採用し、ユダヤ・ロマンス語群のいくつか(様々な言語、ツァルファティート（ユダヤ・フランス語）、シュアディート（ユダヤ・プロヴァンス語）、ユダヤ・イタリア語群（イタルキ語）そしてカタラニート（ユダヤ・カタルーニャ語）)はユダヤ・ラテン語から進化したことを提案する。しかし、他の言語(様々な言語、ツァルファティート（ユダヤ・フランス語）、カタラニート（ユダヤ・カタルーニャ語）、ラディノ語、ユダヤ・ポルトガル語)は、独自に発展した結果である。

## 現況
ユダヤ・ラテン語、ツァルファティート（ユダヤ・フランス語）、シュアディート（ユダヤ・プロヴァンス語）、カタラニート、ユダヤ・アラゴン語は現在は全て死語。古代からユダヤ・ラテン語は中世にはツァルファティート、ユダヤ・アラゴン語が、その後はシュアディートの最後の話者が1977年に亡くなり死語になった。
ユダヤ・ポルトガル語は主にイベリア半島の隠れユダヤ社会の言語として名残を残している。
ユダヤ・イタリア語群（イタルキ語）は、ほんの2世代前には5000人を越すイタリア・ユダヤ人達によって話されたが今日200人未満の話者によって話され、その多くは年配者である。
ラディノ語はアフリカ大陸北部のマグリブに残るセファルディム社会と中東、特にトルコによって話され15万人を越す話者がいるが、その大半が少なくてもバイリンガルである。
多くのユダヤ諸語のようにユダヤ・ロマンス語の未来は思わしくない。英語の威勢の増加、地方のお国言葉（特にトルコ語）の経済的重要性に、中東のユダヤ社会のコミュニケーション手段としてヘブライ語の優位を高めることは状況的に厳しく見える。

## 参考書籍
- Jewish Languages Project
- Judeo-Aragonese: Revista de Filología Española (Cited as RFH:Hispánica?) 8.136-41 (1946) cited in Current Trends in Linguistics 9.1025